# Wspólnota administracyjna Sinsheim
Wspólnota administracyjna Sinsheim – wspólnota administracyjna (niem. Vereinbarte Verwaltungsgemeinschaft) w Niemczech, w kraju związkowym Badenia-Wirtembergia, w rejencji Karlsruhe, w regionie Rhein-Neckar, w powiecie Rhein-Neckar. Siedziba wspólnoty znajduje się w mieście Sinsheim, przewodniczącym jej jest Dieter Gummer.
Wspólnota administracyjna zrzesza jedno miasto i dwie gminy wiejskie:
- Angelbachtal, 4 960 mieszkańców, 17,92 km²
- Sinsheim, miasto, 35 392 mieszkańców, 127,01 km²
- Zuzenhausen, 2 182 mieszkańców, 11,64 km²